# از (بلژیک)
شهر از (به فرانسوی: As) در شهرستان اسلت در استان لمبورگ در منطقه فلاندری در کشور بلژیک واقع شده‌است.